# Calamaria hilleniusi
Calamaria hilleniusi — вид змій родини полозових (Colubridae). Ендемік Калімантану. Вид названий на честь нідерландського герпетолога Діка Хілленіуса.

## Поширення і екологія
Calamaria hilleniusi мешкають на острові Калімантан, на території Індонезії та малайзійських штатів Сабах і Саравак. Вони живуть у вологих рівнинних і передгірських тропічних лісах, серед опалого листя. Відкладають яйця.